# Stanton (Iowa)
Stanton es una ciudad ubicada en el condado de Montgomery en el estado estadounidense de Iowa. En el Censo de 2010 tenía una población de 689 habitantes y una densidad poblacional de 290,74 personas por km².

## Geografía
Stanton se encuentra ubicada en las coordenadas 40°58′52″N 95°6′11″O / 40.98111, -95.10306. Según la Oficina del Censo de los Estados Unidos, Stanton tiene una superficie total de 2.37 km², de la cual 2.37 km² corresponden a tierra firme

### Relieve
Stanton se encuentra en el suroeste de Iowa, en una región de suaves colinas y llanuras propias del Medio Oeste de los Estados Unidos. Su altitud es de aproximadamente 336 metros sobre el nivel del mar, lo que la sitúa en un terreno moderadamente elevado en comparación con otras zonas del estado. El suelo es mayormente fértil, favoreciendo la actividad agrícola en los alrededores.

### Hidrografía
No hay cuerpos de agua significativos dentro del área urbana de Stanton, ya que su territorio de 2.46 km² está compuesto completamente por tierra. Sin embargo, en sus alrededores existen pequeños arroyos y afluentes que forman parte de la red hidrográfica del suroeste de Iowa, contribuyendo al drenaje de la región.

### Clima y temperaturas
Stanton tiene un clima continental húmedo (según la clasificación climática de Köppen), caracterizado por estaciones bien marcadas:
- Inviernos fríos, con temperaturas que pueden descender por debajo de los -10°C, acompañadas de nevadas moderadas.
- Veranos cálidos y húmedos, con temperaturas que suelen superar los 30°C en los días más calurosos.
- Precipitaciones distribuidas a lo largo del año, con mayores acumulaciones en primavera y verano, favoreciendo la actividad agrícola en la zona.
- Tormentas eléctricas comunes en primavera y verano, algunas de ellas con posibilidad de tornados, típicos del Medio Oeste estadounidense.

### Ecosistemas y vegetación
La zona circundante a Stanton se compone principalmente de tierras agrícolas y pequeñas áreas de vegetación natural. Se pueden encontrar praderas y bosques dispersos con especies de árboles como robles y arces, junto con campos de cultivos de maíz y soja, que son los principales productos agrícolas de la región.

## Demografía
Según el censo de 2020 , Stanton tiene una población de 678 habitantes, con una densidad de 276 habitantes por km² en un área total de 2.46 km². La ciudad ha experimentado una leve disminución en su número de habitantes en comparación con censos anteriores, reflejando la tendencia de migración hacia áreas urbanas más grandes en Iowa.
La comunidad de Stanton es mayoritariamente de ascendencia sueca, debido a la inmigración de este grupo en el siglo XIX, lo que ha dejado una fuerte influencia cultural en la ciudad. El idioma principal es el inglés, aunque aún se encuentran referencias al sueco en festividades, nombres de calles y eventos comunitarios.
La estructura de la población muestra una proporción significativa de adultos mayores, con un número menor de jóvenes y niños, aunque todavía existen familias jóvenes que contribuyen al mantenimiento de las escuelas y otras instituciones locales. La mayoría de los residentes son propietarios de sus viviendas, con una alta tasa de ocupación residencial.